# هاوال اف۷
خودروی هاوال اف۷ یک کامپکت اسپرت است که در سال ۲۰۱۸ توسط خودروساز چینی گریت وال موتورز ساخته می‌شود.

## تاریخچه

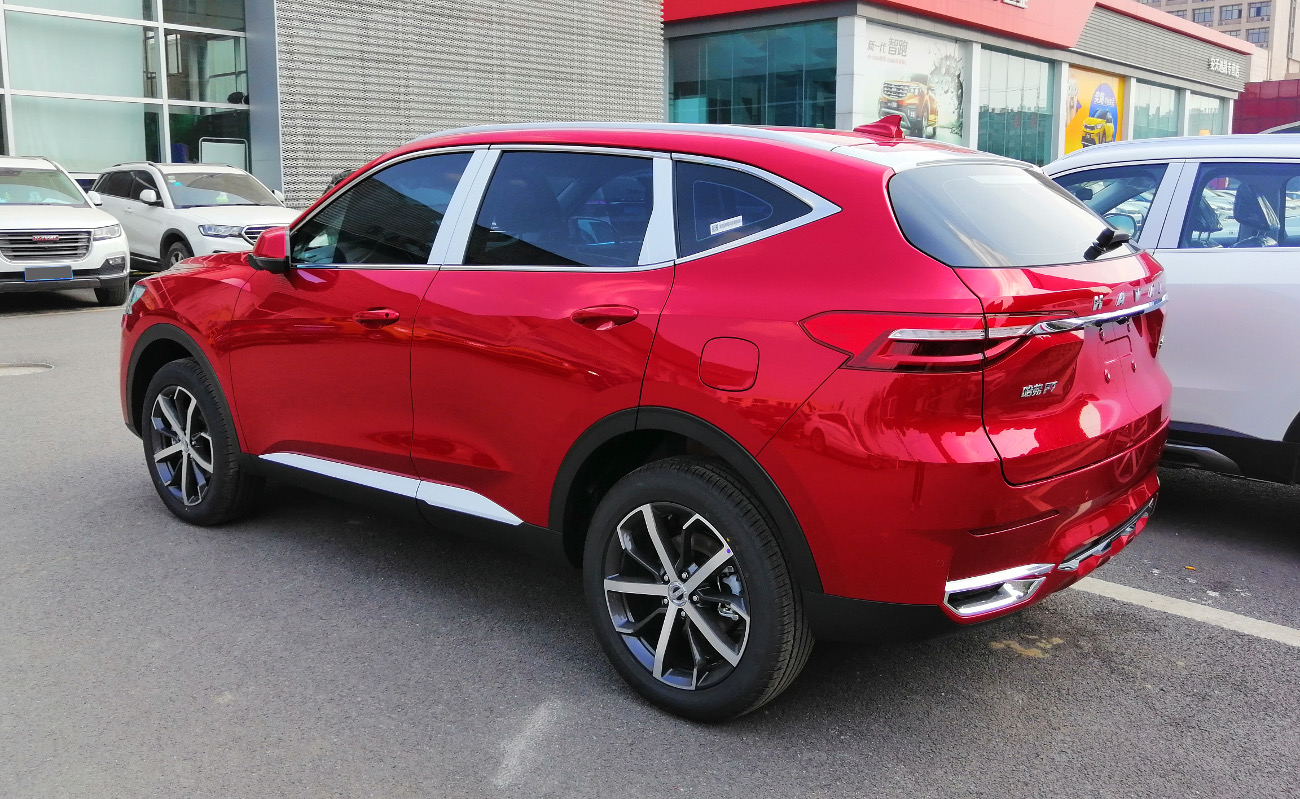
نمای عقب هاوال اف۷

این وسیله نقلیه در تاریخ ۲۹ اوت ۲۰۱۸ در سالن بین‌المللی اتومبیل مسکو آغاز شد. در نوامبر سال ۲۰۱۸، این کشور در تجارت چین بود. انتظار می‌رود بازار روسیه در بهار سال ۲۰۱۹ دنبال شود

## هاوال اف۷ایکس

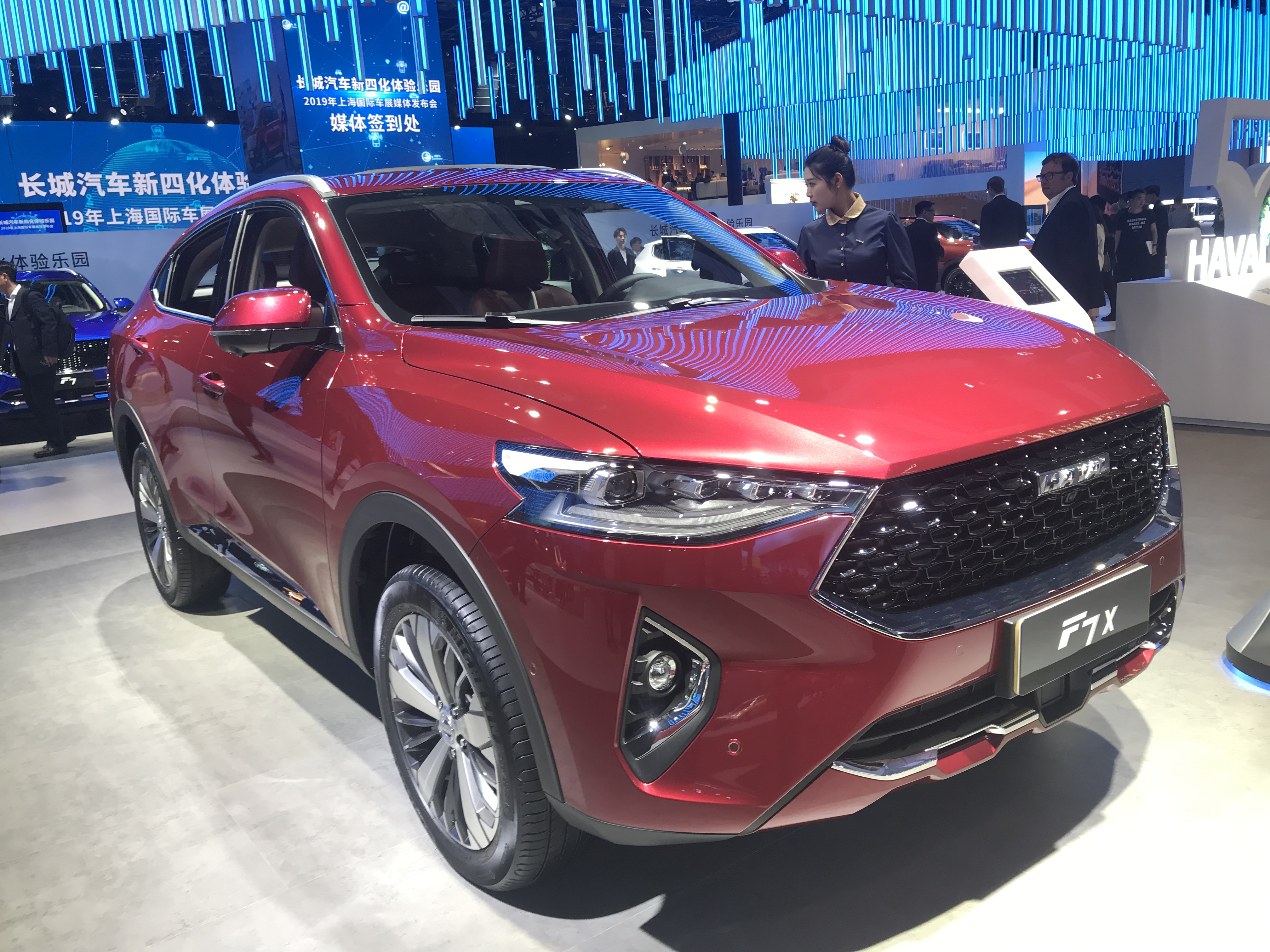
نمای جلوی هاوال اف۷ایکس اتوماتیک در نمایشگاه خودروی شانگهای

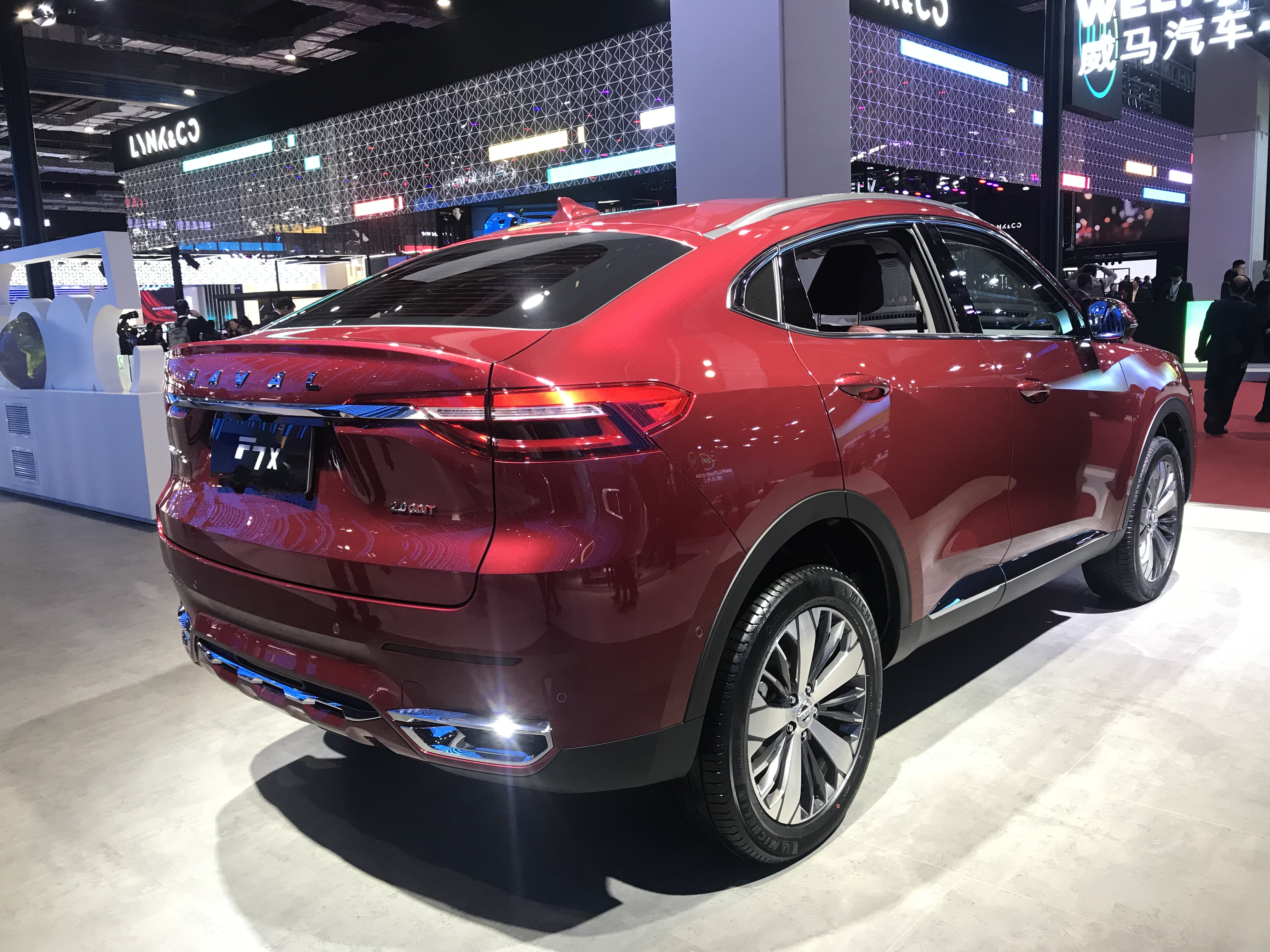
نمای عقب هاوال اف۷ایکس اتوماتیک در نمایشگاه خودروی شانگهای

یک نسخه سریع تر و جدید تر از هاوال اف۷، هاوال اف۷ایکس می‌باشد در نمایشگاه خودروی شانگهای به نمایش گذاشته شد. ظاهر آن با هاوال اف۷ معمولی هیچ فرقی نکرده‌است.